# Kenny Cooper
Kenneth Scott Cooper, Jr. (Baltimora, 21 ottobre 1984) è un ex calciatore statunitense, di ruolo attaccante.

## Carriera

### Giovanili
Kenny Cooper è figlio d'arte, infatti suo padre Ken Cooper Sr. ha giocato come portiere professionista in Inghilterra e nei Dallas Tornado, club della North American Soccer League.
Kenny Cooper ha frequentato le scuole superiori a Dallas, militando nella squadra locale dei Solar 85 Soccer Club. Giocando con questo team, Cooper ha attirato l'attenzione di molti osservatori tra i quali Jimmy Ryan, direttore del settore giovanile del Manchester United (curiosità: Ryan aveva giocato col padre di Cooper nei Tornado). Il giovane Kenny, nel 2003, viene invitato in Inghilterra per una settimana di prova: l'esito dei test è positivo e lo United decide di acquistare il giocatore.

### Il periodo al Manchester United
A Manchester, Cooper non riesce a entrare in prima squadra, restando relegato nel team delle riserve. La società decide allora di prestarlo all'Académica Coimbra, un club portoghese. Anche qui, Cooper non trova molto spazio, così lo United lo presta all'Oldham Athletic. È però ormai chiaro che l'attaccante statunitense non ha possibilità di diventare un titolare dei Red Devils, che decidono di lasciarlo libero di trovarsi un altro club.

### Il ritorno negli USA
Tornato negli USA nel 2006, Cooper firma un contratto con gli FC Dallas, segnando 11 goal nella sua stagione d'esordio. Anche la stagione 2007 comincia alla grande, ma un brutto infortunio nel match contro i Los Angeles Galaxy lo costringerà a saltare tutto il resto del campionato.

### Con la nazionale
Il 20 gennaio 2007, Cooper esordisce con la maglia della nazionale in un'amichevole contro la Danimarca. Entrato a pochi minuti dalla fine, l'attaccante di Dallas riuscirà anche a segnare una rete.
Viene convocato in rosa per la Gold Cup 2009 in cui gli Stati Uniti arrivano al secondo posto battuti in finale dal Messico.

## Palmarès

### Club

#### Competizioni nazionali
- U.S. Open Cup: 1

Seattle Sounders FC: 2014
- MLS Supporters' Shield: 1

Seattle Sounders FC: 2014

### Individuale
- MLS Best XI: 1

2008